# Каменев, Владислав Дмитриевич
Владисла́в Дми́триевич Ка́менев (12 августа 1996, Орск, Россия) — российский хоккеист, нападающий клуба КХЛ ЦСКА, трёхкратный обладатель Кубка Гагарина.

## Игровая карьера
Владислав Каменев родился в Орске, воспитанник спортшколы ДЮСШ-4. Его первым тренером был Дмитрий Геннадьевич Лимасов, один из тренеров этой спортшколы. В сезоне 2008-09 годов в зональном первенстве России среди юношей Владислав в составе орчан забил 35 шайб соперникам. Спустя некоторое время Каменев получил приглашение от СДЮСШОР «Металлург» из Магнитогорска, где продолжил свою карьеру.
В 2013 году Владислав дебютировал в составе ХК «Металлург» в предсезонном турнире в Магнитогорске, а затем и в официальном матче чемпионата КХЛ.
28 июня 2014 года в Филадельфии на 52-м ежегодном драфте НХЛ клуб «Нэшвилл Предаторз» выбрал 17-летнего Владислава Каменева под 42-м номером во втором раунде.
Летом 2015 года заключил трехлетний контракт новичка с «Нэшвиллом». Был отправлен в фарм-клуб «хищников» «Милуоки Эдмиралс», где в сезоне-2016/17 набрал 51 (21+30) очко в 70 играх и занял по итогам регулярного чемпионата второе место в списке лучших бомбардиров клуба.
Дебютировал за «хищников» 6 января 2017 года в матче против «Флорида Пантерз». Сыграв и следующий матч против «Чикаго», был вновь отправлен в АХЛ.
5 ноября 2017 года перешёл в «Колорадо Эвеланш», став частью трёхстороннего обмена Мэтта Дюшена в «Оттаву». Дебютировал 16 ноября в матче с «Вашингтон Кэпиталз», но во втором периоде после силового приема Брукса Орпика сломал руку. После восстановления был отправлен в АХЛ для набора кондиций и в первом же матче отдал 3 результативные передачи. В концовке сезона провёл ещё 2 матча за «Колорадо», но очков не набрал.
В сезоне 2020/2021 вернулся в КХЛ, играл в СКА. В начале сезона 2021/22 был обменян в «Сибирь», но не провел ни одного матча за новую команду, был отчислен и перешёл в ЦСКА, в составе которого 30 апреля 2022 года стал обладателем Кубка Гагарина. Форвард — лучший ассистент армейцев и второй бомбардир в плей-офф-2022.
В июле 2022 года продлил контракт с ЦСКА на 2 года.

## Достижения

### Командные
- Обладатель Кубка Гагарина 2014.
- Серебряный призёр чемпионата мира среди молодёжных команд (2): 2015, 2016.
- Обладатель Кубка Гагарина 2022[11], 2023.

### Личные
- Признан лучшим новичком сентября в сезоне 2014—2015 КХЛ.
- 4 марта 2015 года забил первую шайбу в играх плей-офф КХЛ 2015 в матче Салават Юлаев — Металлург (Мг).
- Участник Матча всех звезд АХЛ 2015-2016[12].

## Статистика
| Легенда | Легенда                    | Легенда | Легенда                   | Легенда | Легенда    |
| ------- | -------------------------- | ------- | ------------------------- | ------- | ---------- |
| И       | Количество проведённых игр | Штр     | Штрафное время            | +/−     | Плюс-минус |
| Г       | Голы                       | П       | Голевые передачи          | О       | Очки       |
| -       | Статистика неизвестна      | —       | Статистика не учитывалась |         |            |